# Gynoplistia bona
Gynoplistia bona là một loài ruồi trong họ Limoniidae. Chúng phân bố ở miền Australasia.